# نصرت أباد (مشيز بردسير)
نصرت أباد (بالفارسية: نصرت‌آباد) هي قرية تقع في إيران في البلدة المركزية.